# Вильгайанк
Вильгайа́нк (фр. Villegailhenc) — коммуна во Франции, находится в регионе Лангедок — Руссильон. Департамент коммуны — Од. Входит в состав кантона Конк-сюр-Орбьель. Округ коммуны — Каркасон.
Код INSEE коммуны — 11425.

## Население
Население коммуны на 2008 год составляло 1624 человека.
| 1962 | 1968 | 1975 | 1982 | 1990 | 1999 | 2008 |
| ---- | ---- | ---- | ---- | ---- | ---- | ---- |
| 687  | 951  | 1018 | 1275 | 1337 | 1326 | 1624 |

## Экономика
В 2007 году среди 982 человек в трудоспособном возрасте (15—64 лет) 705 были экономически активными, 277 — неактивными (показатель активности — 71,8 %, в 1999 году было 66,8 %). Из 705 активных работали 619 человек (297 мужчин и 322 женщины), безработных было 86 (29 мужчин и 57 женщин). Среди 277 неактивных 96 человек были учениками или студентами, 122 — пенсионерами, 59 были неактивными по другим причинам.

## Достопримечательности
- Мельница
- Церковь Нотр-Дам